# Vicenta Llorente del Moral
Vicenta Llorente del Moral (Algorta, 17 de septiembre de 1930) es una científica española experta en ortópteros del Museo Nacional de Ciencias Naturales de Madrid. Evacuada a la Unión Soviética durante la Guerra civil española, allí se especializó en entomología hasta que volvió a España en 1956.

## Biografía
Vicenta Llorente del Moral nació en la localidad vizcaína de Algorta el 17 de septiembre de 1930. Durante la Guerra civil española, su padre, enrolado en el Ejército Republicano, murió en Elorrio en septiembre de 1936. Su madre, viuda y embarazada, accedió a evacuar a Vicenta y su hermano mayor, Miguel, a la Unión Soviética. Tras un largo viaje, los dos hermanos se separaron accidentalmente: tardaron dos años en reencontrarse, diez años en recibir la noticia de su madre y su hermana pequeña, y diecinueve años en volver a España.
Como el resto de los hijos del bando republicano, la Unión Soviética recibió con los brazos abiertos a Miguel y Vicenta. Allí, en un principio, pudieron estudiar y disfrutar de una vida tranquila. Cuando el ejército nazi invadió la Unión Soviética en junio de 1941, sus vidas se complicaron y la comida empezó a escasear.
Miguel aprendió el oficio de tornero. Vicenta completó su educación secundaria y en 1948 se matriculó en la Facultad de Ciencias del Suelo y Biología de la Universidad Estatal de Moscú. A medida que avanzaba la vida, Miguel y Vicenta no supieron el destino de su madre y su hermana pequeña.
Vicenta Llorente se especializó en entomología y, tras graduarse, entró a trabajar en el Instituto de Epidemiología de Ashgabat (actual Turkmenistán) con su amiga Elvira Mingo Pérez. Vicenta y Elvira permanecieron en la organización durante tres años, especializándose en la transmisión de enfermedades en dípteros. 

### Vuelta a España
En 1956, Vicenta pudo finalmente regresar a España tras saber que su madre y su hermana habían sobrevivido, y que había tramitado la documentación correspondiente. Vicenta pudo convalidar sus estudios universitarios y comenzó a trabajar con Elvira Mingo en el Instituto de Ciencias del Suelo (CSIC, Madrid) -dirigido por José María Albareda Herrera- bajo la supervisión del entomólogo Salvador V. Peris Torres.
Vicenta se casó con Jorge Prado Fernández, otro niño de la guerra, con quien tuvo un hijo. A pesar de ser doctor en ingeniería energética en la Unión Soviética, a diferencia de Vicenta, Jorge no pudo convalidar sus estudios por su oposición al Colegio de Ingenieros Industriales.
En España, Vicenta abandonó el estudio de los dípteros y centró su atención en el estudio de los ortópteros, convirtiéndose con el tiempo en una reconocida experta. Gracias a una beca, Vicenta estudió durante un año en el Museo Británico de Ciencias Naturales de Londres, donde conoció a grandes expertos en su campo, como Boris Pavlovich Uvarov, Vitali Mikhailovich Dirsh y David R. Rage. 
Vicenta Llorente se doctoró en Ciencias Biológicas por la Universidad Complutense de Madrid, regresando a España unos años después. A lo largo de su larga carrera científica ha descubierto diecisiete nuevas especies, cuatro subespecies y dos subgéneros en el campo de la entomología. Ha escrito numerosos libros y artículos científicos.
A pesar de su jubilación, Vicenta Llorente ha seguido investigando sobre ortópteros, que han sido el eje de su carrera investigadora.

## Libros
- Libro rojo de los ortópteros ibéricos. SK Gangwere, MG de Viedma, Vicenta Llorente.[4][5]
- Los Phampaghidae de la Península Ibérica: Insecta, Orthoptera, Ca Elifera . Vicenta Llorente del Moral, Juan José Presa Asensio.[6]
- Tropidopola cylindrica cylindrica (Marschall, 1836) (Orthoptera: Catantopidae) en el área iberobalear y nuevos datos sobre su biología . David Llucià Pomares, Jorge Iñiguez Yarza, Vicenta Llorente del Moral.[7]
- Estudio taxonómico preliminar de los Grylloidea españoles (Insecta, Orthoptera) (Graellsia aldizkaria) AV Gorochov, Vicenta Llorente.[8]